# Bibliothèque municipale de Prague
La Bibliothèque municipale de Prague a son bâtiment central situé à Prague 1 dans la Vieille Ville. L'édifice, construit de 1924 à 1929 selon le projet de František Roith, remplit toujours sa fonction initiale de bibliothèque publique. C'est un monument culturel tchèque depuis 1964.

## Histoire
La bibliothèque municipale de Prague a commencé ses activités le 1er juillet 1891, à l'origine comme Bibliothèque publique municipale de la capitale royale de Prague, et a été brièvement située dans la Nouvelle ville de Prague, dans l'ancienne prison Saint-Venceslas de Zderaz. De longues négociations ont suivi au début du XXe siècle concernant l'emplacement de la bibliothèque qui était saturée. En 1923, la direction de la Compagnie d'assurance municipale de Prague a décidé afin de fêter l'anniversaire de la Tchécoslovaquie indépendante « de construire et de faire don à la ville d'un bâtiment séparé pour la bibliothèque municipale ».
La construction a commencé en mai 1925, et en octobre 1928, le bâtiment est cérémonieusement remis à la ville. Il s'agissait du premier bâtiment de bibliothèque spécialement construit en Tchécoslovaquie. À l'époque, elle était à la pointe de la technologie en Europe, conçue non seulement comme une bibliothèque dotée de tous les services nécessaires, mais aussi comme une institution culturelle dotée d'espaces de conférences, concerts et expositions.
Des reconstructions partielles ont eu lieu en 1936-1937, 1939, 1958, 1963 (modification de l'auditorium de la grande salle), 1988-1989. De 1996 à 1998, une reconstruction totale a été réalisée.

## Description
Le bâtiment de la bibliothèque, situé entre le bâtiment baroque du Clementinum et le bâtiment Art nouveau du Nouvel hôtel de ville de Prague, est composé de quatre ailes et d'une cour couverte. Le bâtiment dispose d'un sous-sol.
L'intérieur est plus décoré dans la zone d'entrée. Le travertin, la pierre artificielle et le laiton ont été utilisés pour l'escalier et le vestibule monumentaux. En 1998, l'Idiom, une colonne de 8000 livres, également appelée « pilier de la connaissance », est inaugurée, dans lequel des miroirs créent l'illusion d'un espace infini (l'auteur est l'artiste slovaque Matej Krén). Le hall central présente des peintures ornementales au plafond de František Kysela.
Outre les espaces de représentation officielle (salon d'entrée, grand hall de réception et salle à manger), il comprend également d'autres salons, un jardin d'hiver, l'appartement du maire et des aires de services. La résidence était principalement utilisée par le premier maire de Prague, Karel Baxa.

## Galerie

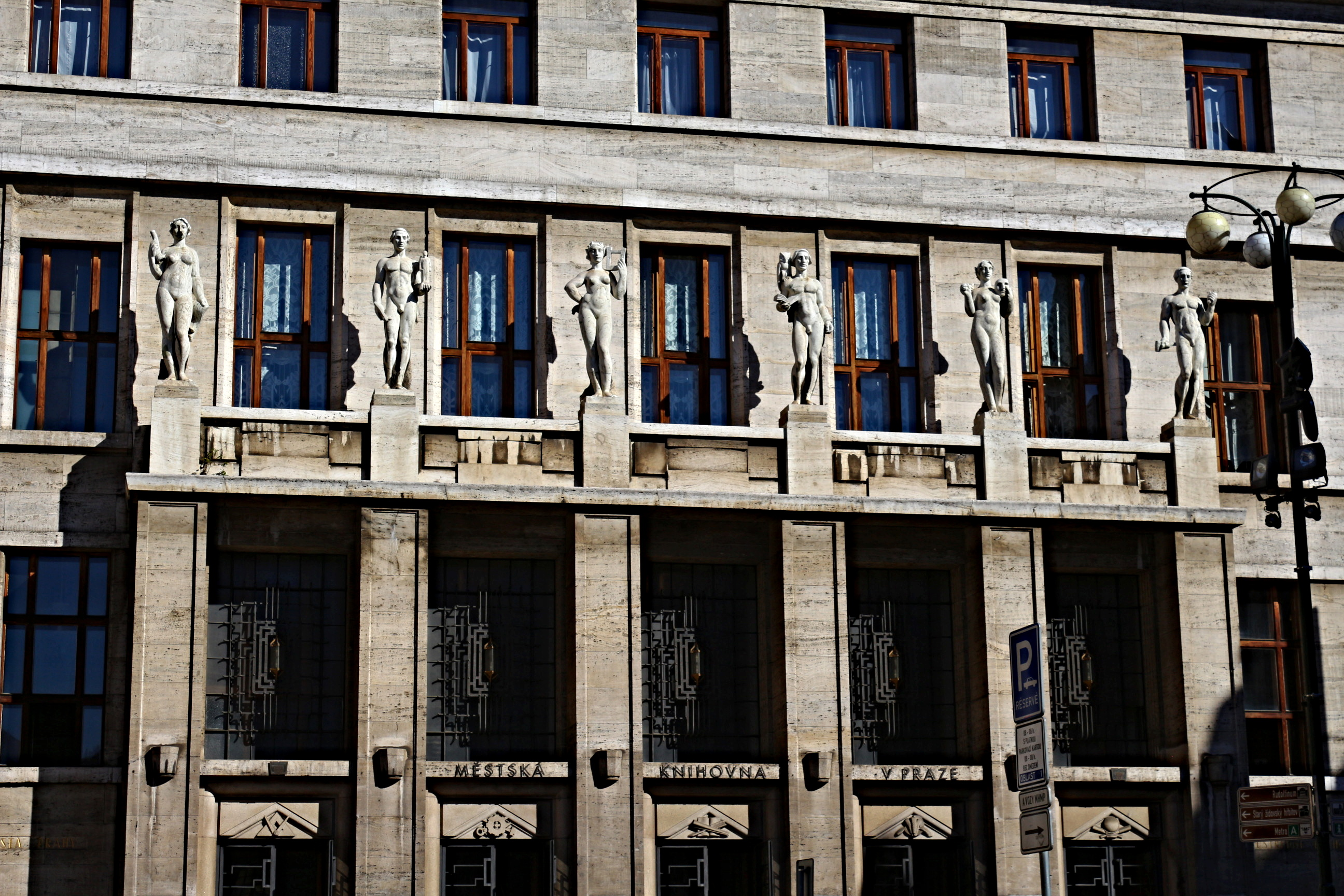
Les figures allégoriques de Kofrank
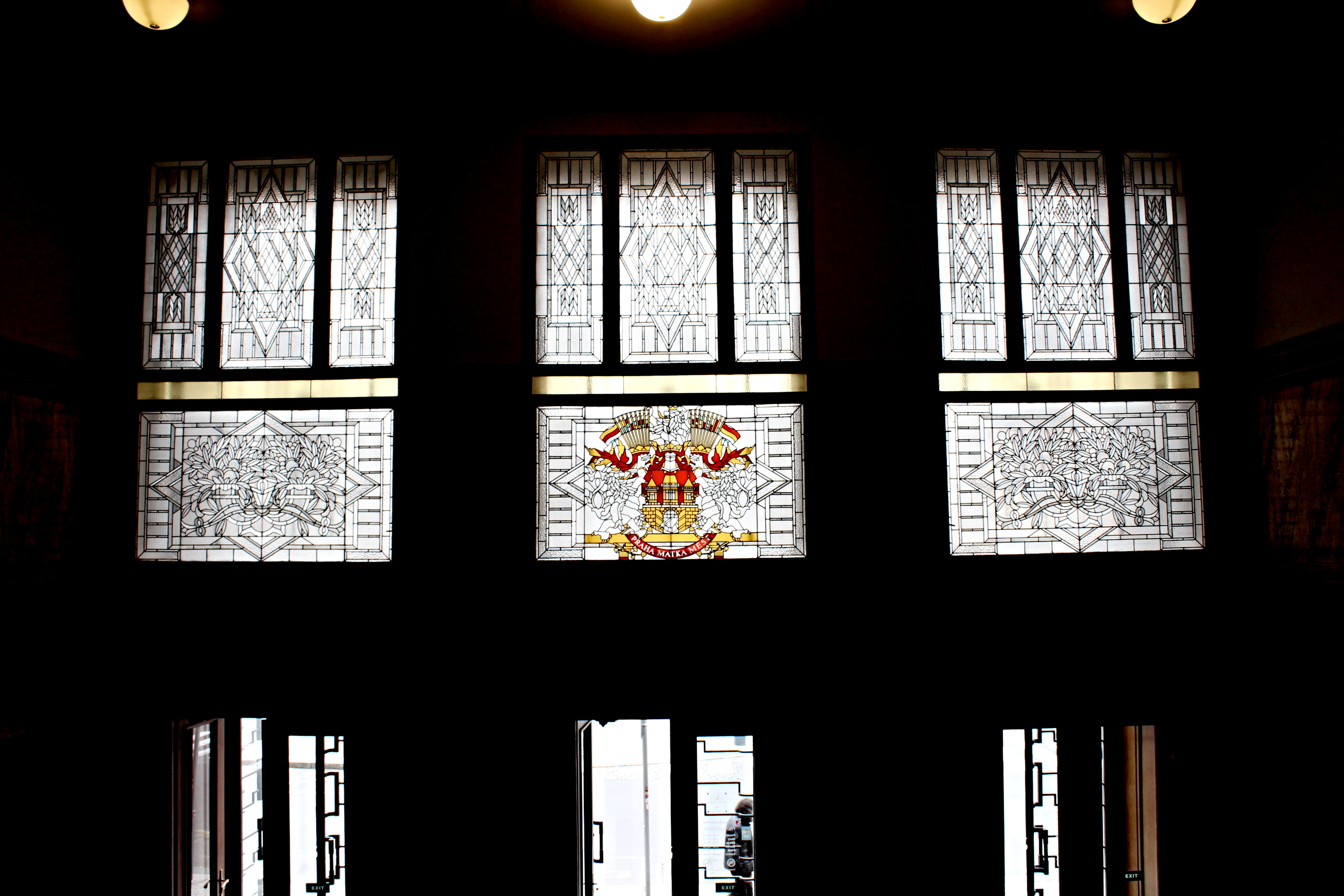
Vitrail de Josef Sejpka
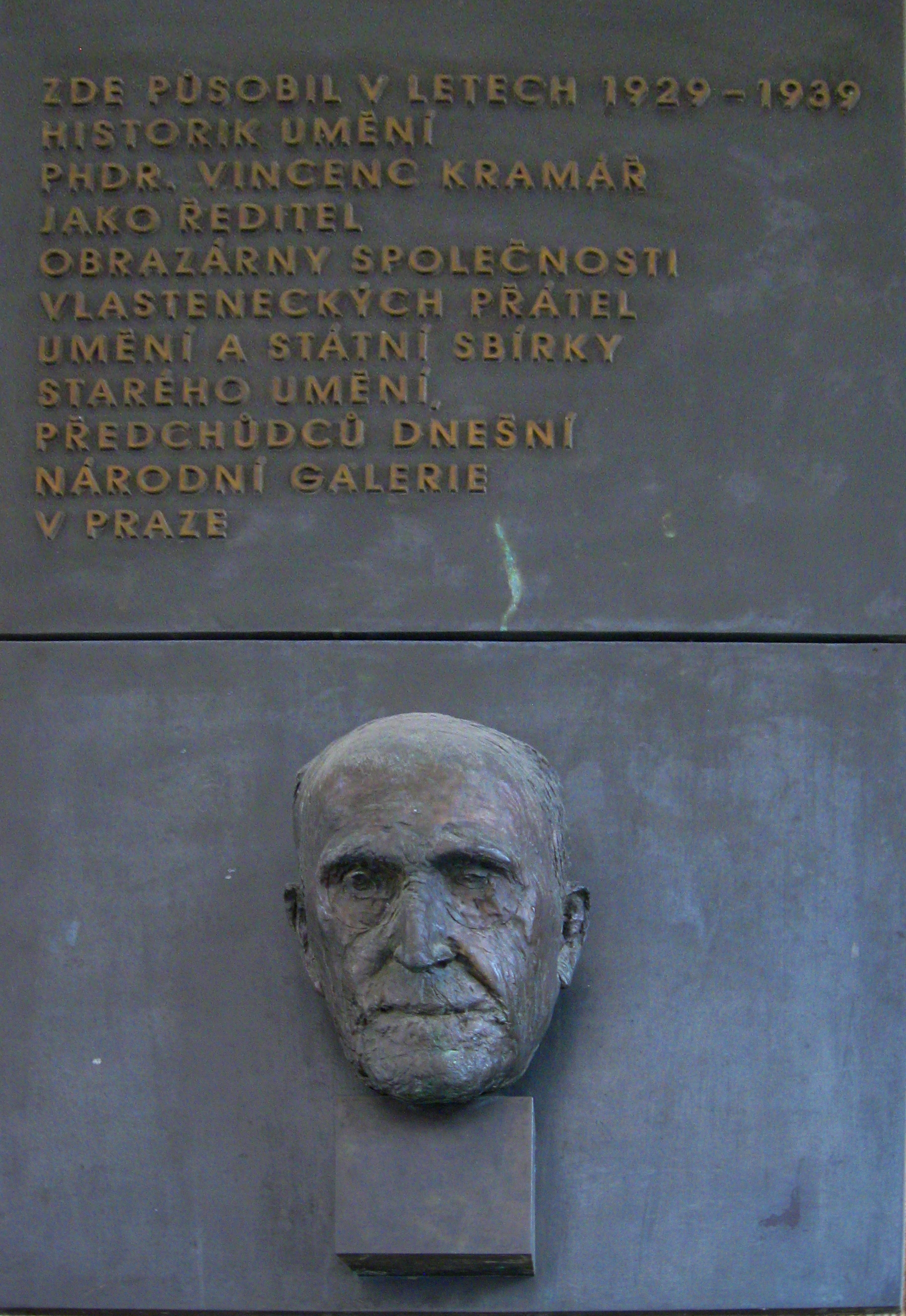
Plaque commémorative de Vincenzo Kramář
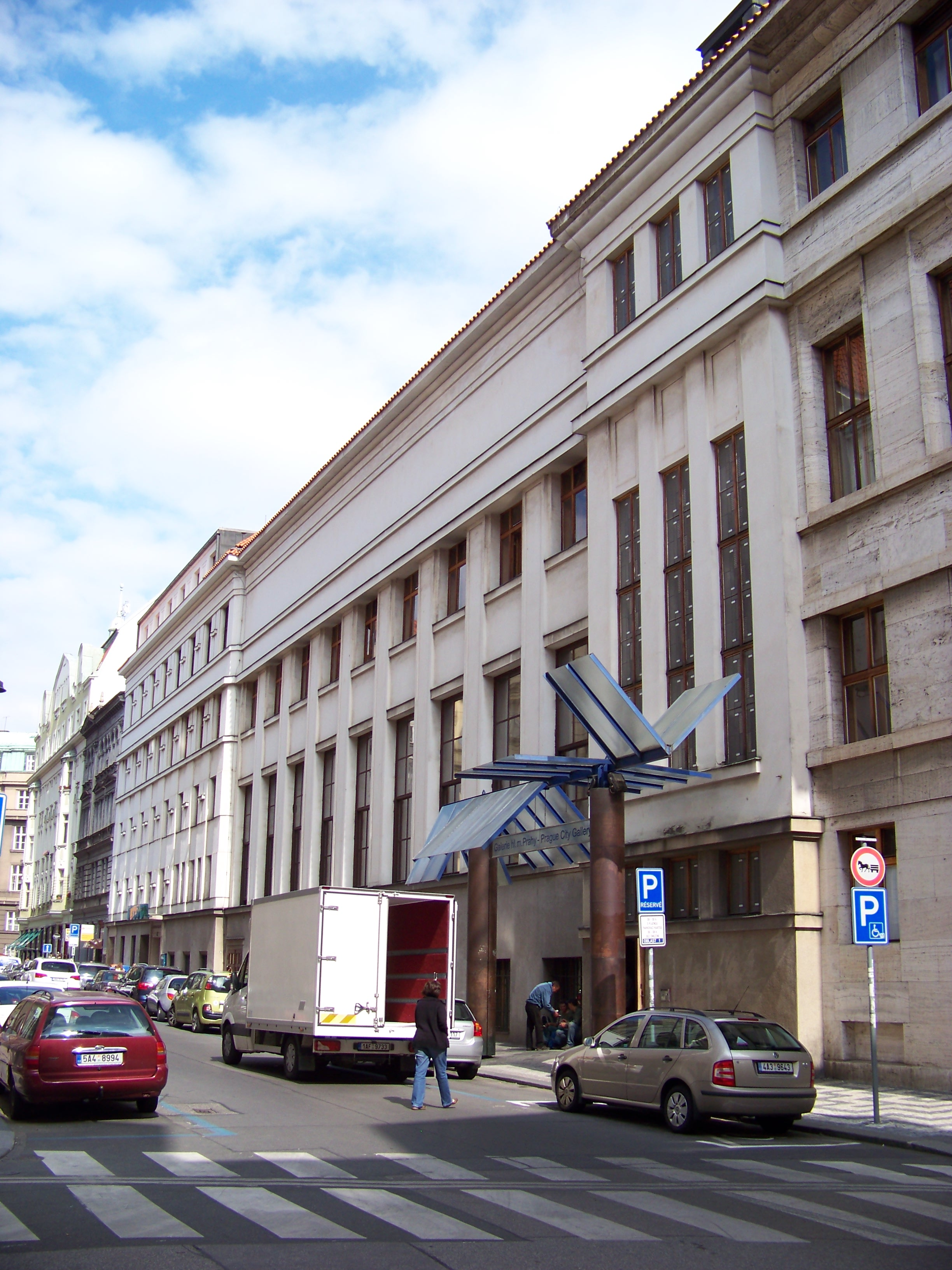
Aile latérale avec entrée de galerie par Vlado Milunić (1996)
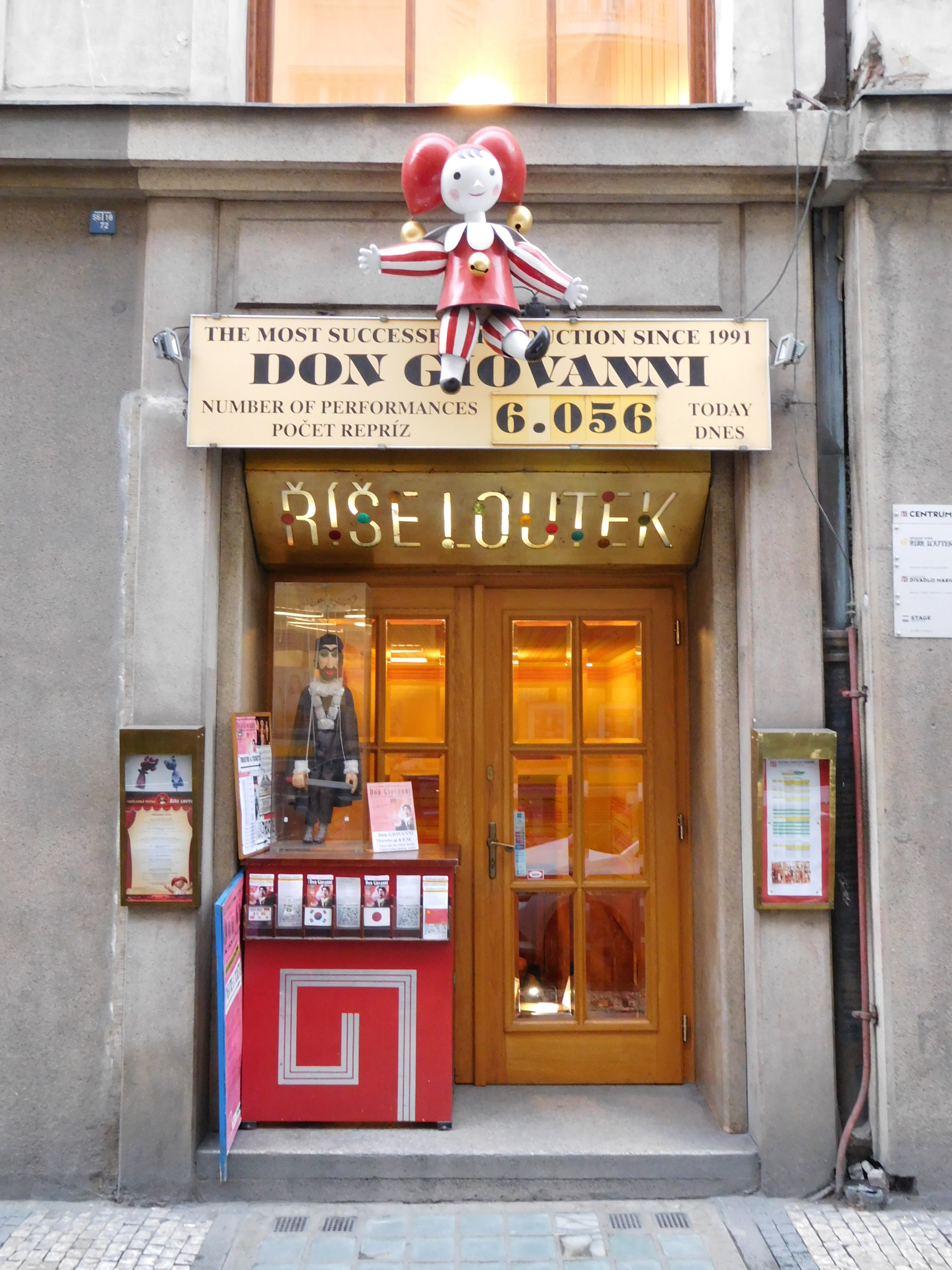
Entrée dans le Royaume des marionnettes
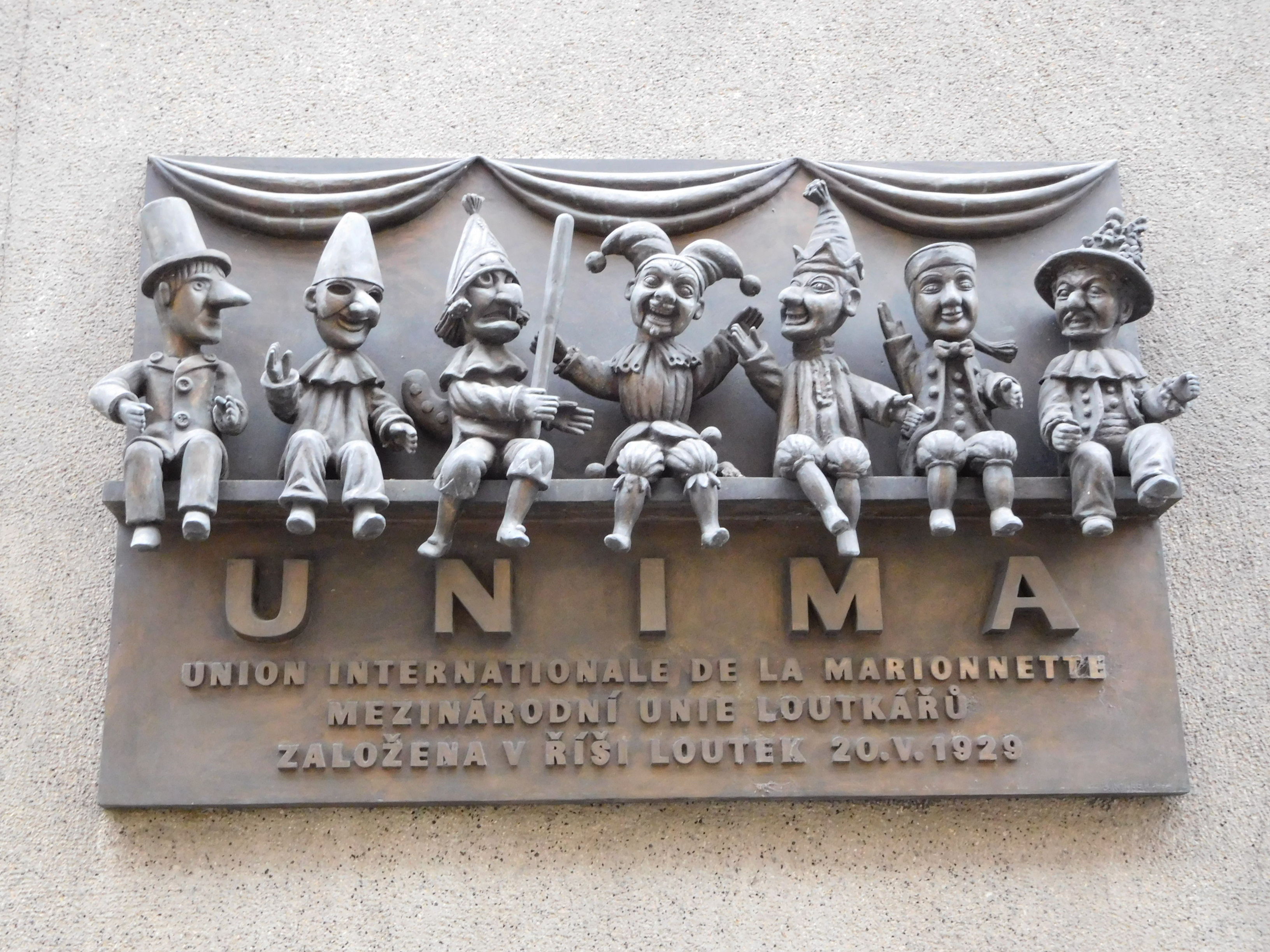
Relief à côte de l'entrée du Royaume des Marionnettes
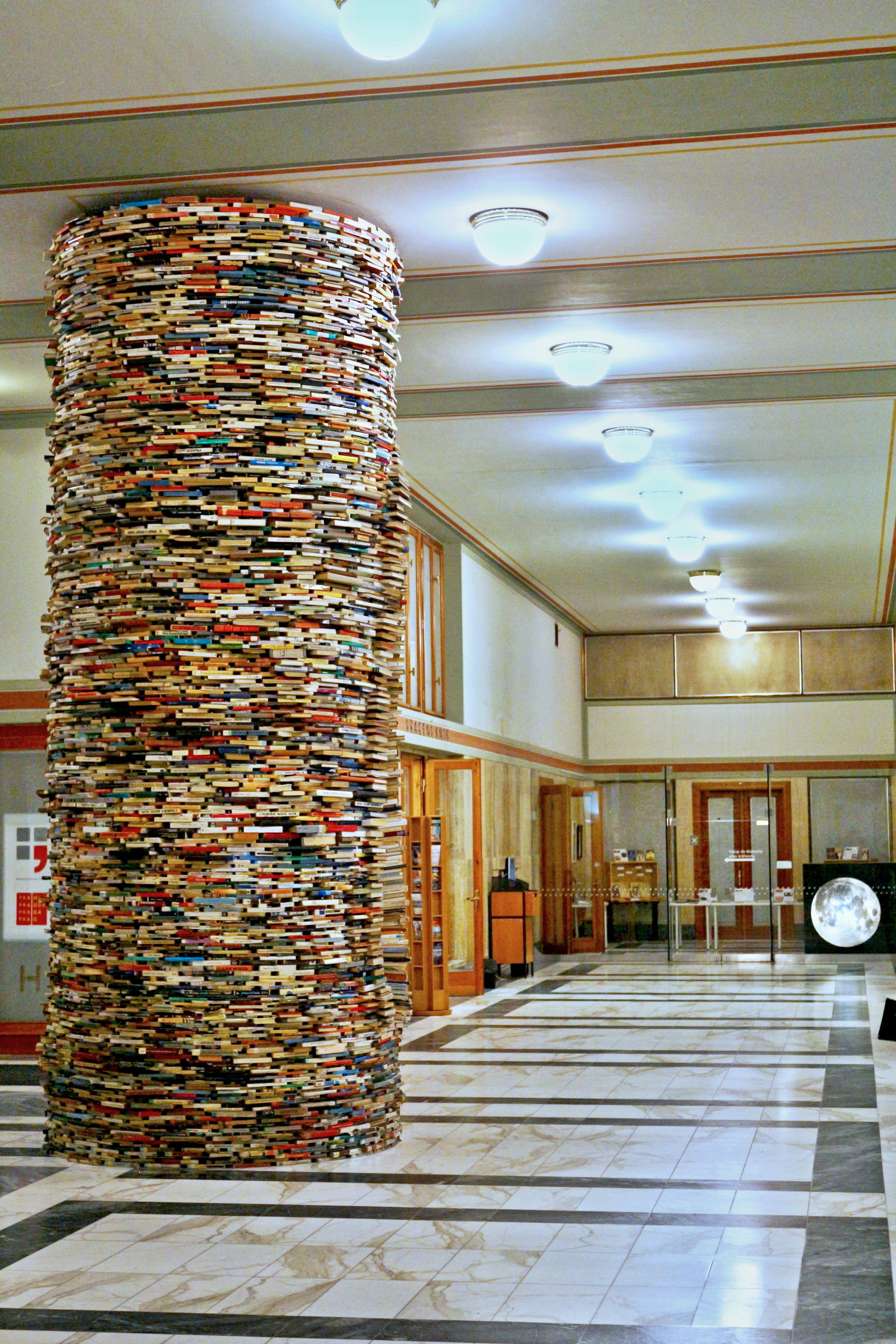
Hall d'entrée avec pilier de la connaissance
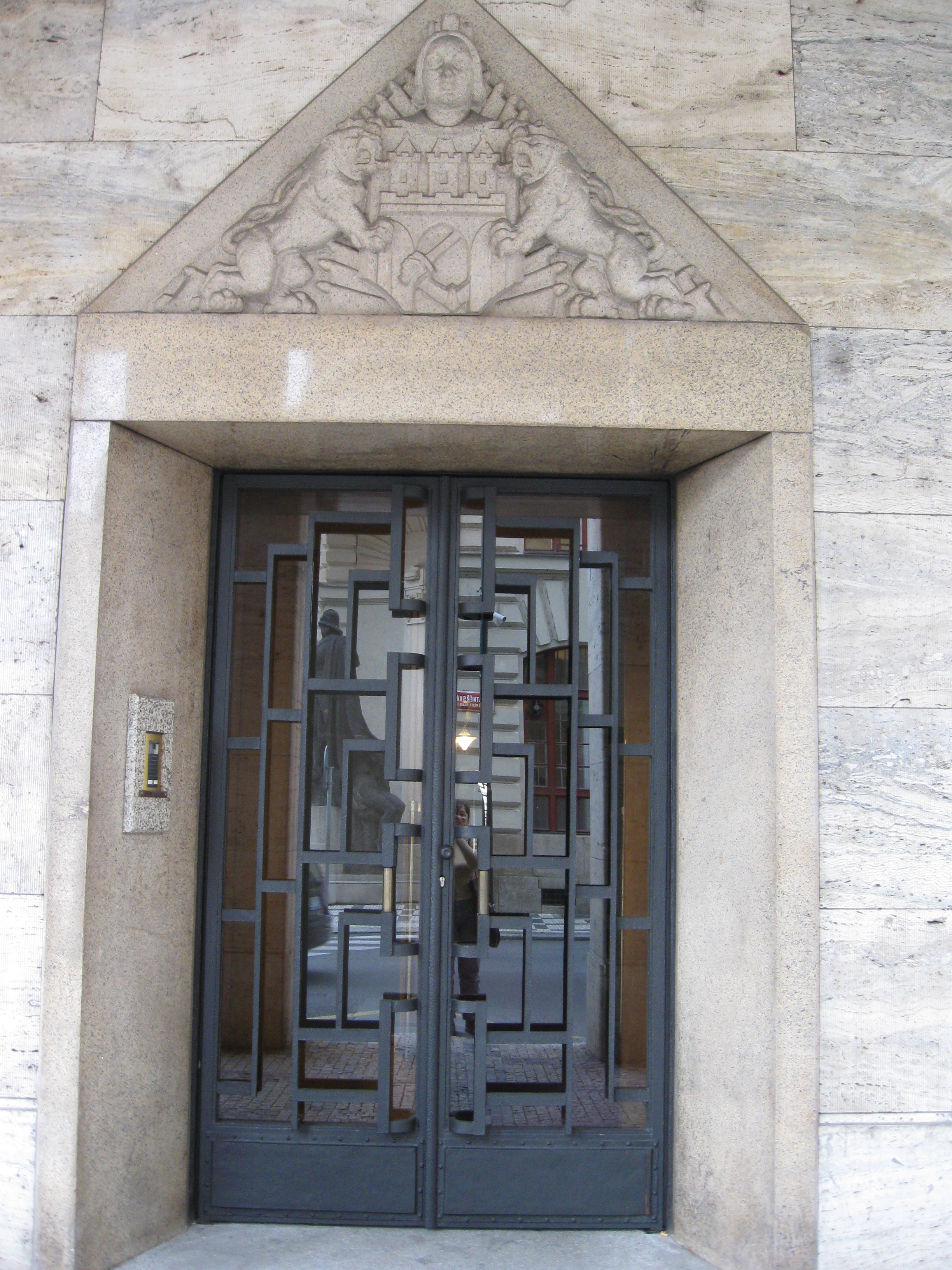
Entrée de la résidence du maire
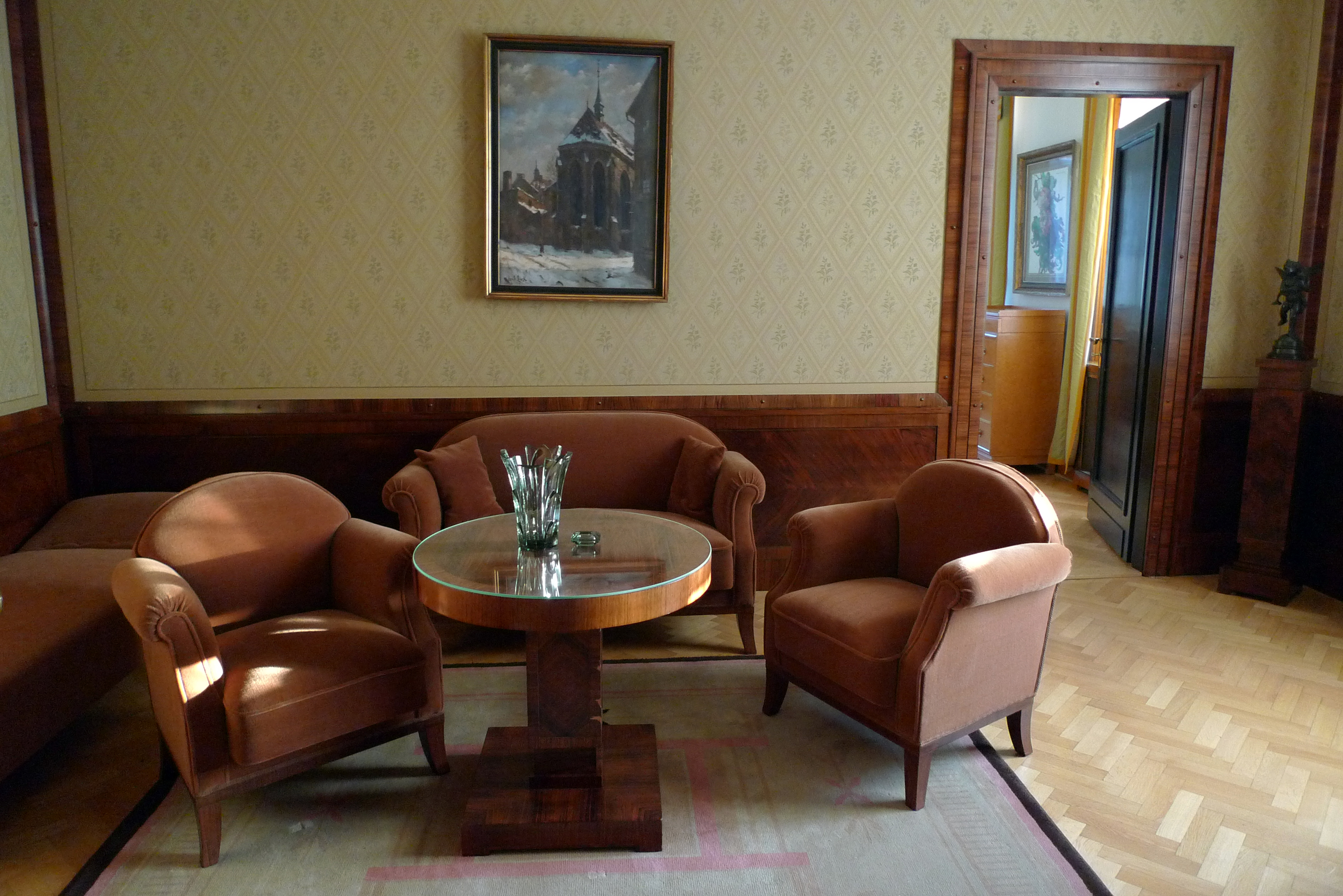
Un des salons de la résidence du maire